# Leucocrata
Uma rocha Leucocrata é um termo usado para descrever uma rocha ígnea de cor clara, isto é, essencialmente constituída por minerais félsicos (e como tal pobre em minerais máficos) como quartzo, feldspatos e feldspatóides.
Uma rocha leucocrata é uma rocha com caractér ácido e alto teor em sílica (>65%), e com baixa percentagem de minerais ferromagnesianos. Exemplos destas rochas são o Granito (rocha ígnea plutónica) e o Riólito (rocha ígnea vulcânica).